# Lamborghini Espada
Lamborghini Espada byl první čtyřmístný sportovní automobil značky Lamborghini.
Espada byla představena v roce 1968. Vyráběna byla deset let od roku 1968 do roku 1978. Bylo vyrobeno 1 227 vozů. Automobil navrhl Bertone.
Na rozdíl od jiných sportovních čtyřmístných vozů, které měly pouze nouzové zadní sedačky, měla Espada dvě další plnohodnotné sedačky, které nabízely skutečný luxus a pohodlí. Ve své době se jednalo o nejrychlejší čtyřmístný sériově vyráběný automobil. Z této pozice vytlačil automobilku Rolls-Royce. Tento model se stal jedním z nejúspěšnějších vozů značky.
Motor je vidlicový dvanáctiválec s výkonem 325 koní (první verze). Ta dosahovala maximální rychlosti 241 km/h. Druhá verze z roku 1970 měla ještě o 15 koní navíc a verze třetí (1972) dokonce 365 koní. Díky tomu se maximální rychlost u druhé a třetí verze zvýšila na 250 km/h. První vozy se musely obejít bez posilovače řízení, zatímco u dalších byla i možnost volby třístupňové automatické převodovky, zatímco sériově byla dodávána manuální.